# Volné filmové dílo
Volné filmové dílo je film, který byl uvolněn jako volné dílo (public domain) jeho autorem (autor díla se rozhodl, že dovolí svoje dílo volně užívat, bez nároku na další ochranu díla) nebo jehož majetková práva (copyright) vypršela.
Různé filmy mohou být v různých zemích (různě) autorsky chráněna, zatímco v jiných ne. V některých zemích platí pro filmy (audiovizuální díla) samostatné podmínky, v některých se autorská práva filmů řídí obecnou ochranou všech autorských děl.
Některé filmy public domain lze stáhnout i na internetu nebo z peer-to-peer sítí, ale ne všechny filmy, které jsou na internetu, jsou public domain.
Retušování filmu, titulky a dabing filmu požívají také autorskou ochranu (copyright) dokonce i tehdy, pokud jsou jiné části filmu jako volné dílo. Speciální vlastnosti a balení filmu jsou také předmětem autorské ochrany. Např. když je film z roku 1915 a vypršel mu copyright v USA, tak nová verze filmu z roku 2004 s novými video a zvukovými prvky je předmětem autorské ochrany (včetně např. doplnění zvukové stopy k němému filmu).
Z filmů, které jsou public domain, lze např. zhotovovat kopie.

## Filmy public domain podle zemí
Česko
Volné dílo: Majetková práva trvají obecně po dobu života autora a 70 let po jeho smrti. Doba trvání majetkových práv k audiovizuálnímu dílu se počítají od smrti poslední žijící osoby z následujících: režisér, scenárista, autor dialogů, skladatel původní hudby. Poté je dílo považované za volné dílo.
Japonsko
Všechny japonské filmy vydané do roku 1953 včetně jsou public domain. 

USA
Všechny filmy vydané do 1. ledna 1923 jsou volným dílem. Stejně tak i filmy natočené vládou USA nebo jejími vládními organizacemi (NASA, Hlas Ameriky, ad.).